# 朱尼耶
朱尼耶（阿拉伯语：‎，羅馬化：Jounieh）是黎巴嫩的地中海沿海城市和凯塞尔旺-朱拜勒省省会，位於貝魯特以北15公里，市內有渡假區、俱樂部會所、露天市場、渡輪和纜車，居民主要信奉馬龍尼禮教會，是全球最大的馬龍尼禮教會城市。1980年至1990年，建築物隨著大量貝魯特商販湧入朱尼耶的市場急速增加，沿岸興趣接待旅客的綜合設施，旅遊業成為朱尼耶的重要經濟活動。預計黎巴嫩人口將在2025年增加至600萬，屆時朱尼耶會成為貝魯特的郊區。

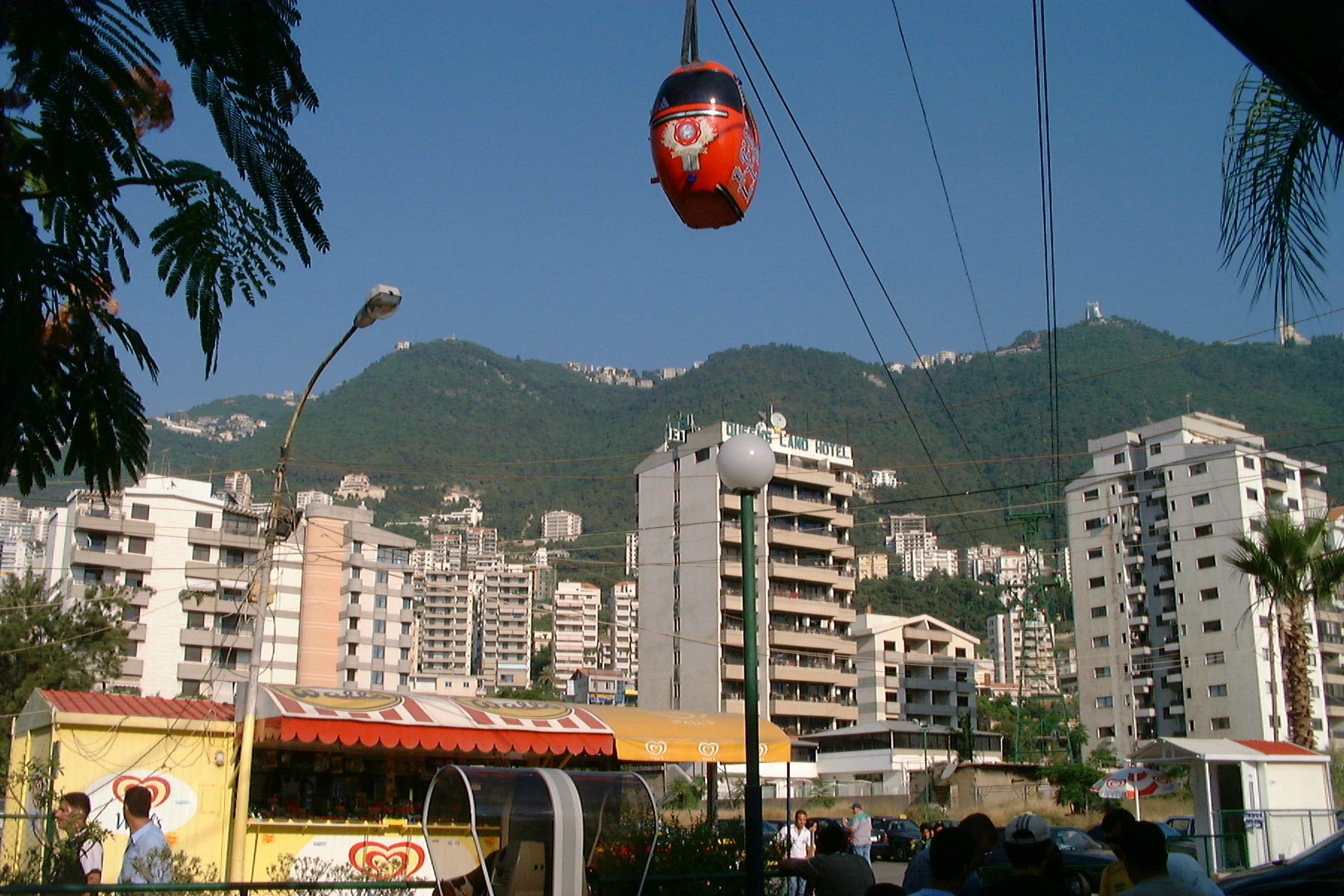
纜車

## 友好城市
- 摩納哥摩納哥
- 法國古斯塔維亞
- 美国拉斯維加斯

## 外部連結
- 政府網站 （页面存档备份，存于）

33°58′11″N 35°36′56″E / 33.96972°N 35.61556°E